# Vluggertje (seksualiteit)

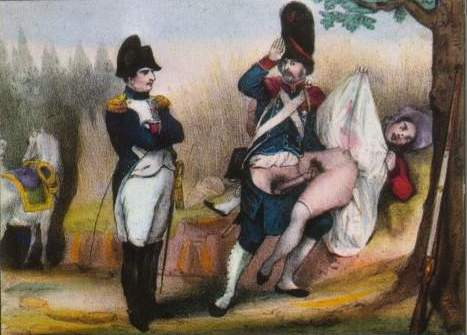
Betrapt.....

Onder een vluggertje wordt een snel seksueel contact verstaan, waarbij uitgebreid voorspel en naspel achterwege worden gelaten maar waarbij wel geslachtsgemeenschap plaatsvindt.
De reden voor een vluggertje is meestal dat beide partners zin hebben in seks, maar niet de zin of mogelijkheid hebben om hiervoor veel tijd uit te trekken. Mogelijke oorzaken hiervoor kunnen onder andere zijn: vermoeidheid van een of beide partners, tijdgebrek en hoge kans op betrapt worden op een (semi-)openbare locatie.